# شلی مور کاپیتو
شلی مور کاپیتو (به انگلیسی: Shelley Moore Capito) سناتور ایالات متحده از ویرجینیای غربی است. پیشتر او نمایندهٔ حوزه انتخابیه دوم ویرجینیای غربی از حزب جمهوری‌خواه ایالات متحده آمریکا در مجلس نمایندگان ایالات متحده آمریکا بود که در ۴ ژانویه ۲۰۰۱ میلادی به‌عضویت این مجلس درآمد. مور کاپیتو نامزد جمهوریخواه در انتخابات سنای ایالات متحده در ویرجینیای غربی در سال ۲۰۱۴ است که موفق شد در این رقابت پیروز شود. او نخستین سناتور جمهوریخواه از ویرجینیای غربی در پنجاه سال گذشته و نخستین سناتور زن از این ایالت است.